# Little Akatarawa (rivière)

La rivière Little Akatarawa  (en anglais : Little Akatarawa River) est un cours d’eau de la région de Wellington de l’Île du Nord de la Nouvelle-Zélande.

## Géographie
C’est un affluent de la rivière Akatarawa, qu’il rencontre à 5 km au nord-ouest de la ville de Te Marua.